# Stefan Liv Memorial Trophy
Stefan Liv Memorial Trophy (pol. Trofeum pamiątkowe im. Stefana Liva) – nagroda indywidualna w szwedzkich rozgrywkach hokeja na lodzie Elitserien przyznawana corocznie najbardziej wartościowemu zawodnikowi w fazie play-off.
Wyróżnienie jest przyznawane od 2010 przez Centralną Organizację Szwedzkich Hokeistów (CISO). W 2013 nazwę nagrody przemianowano dla upamiętnienia szwedzkiego bramkarza pochodzenia polskiego Stefana Liva (1980-2011), który 7 września 2011 zginął w katastrofie samolotu pasażerskiego Jak-42D wraz z drużyną Łokomotiw Jarosław.
Jest dpowiednikiem nagrody Conn Smythe Trophy w lidze NHL.

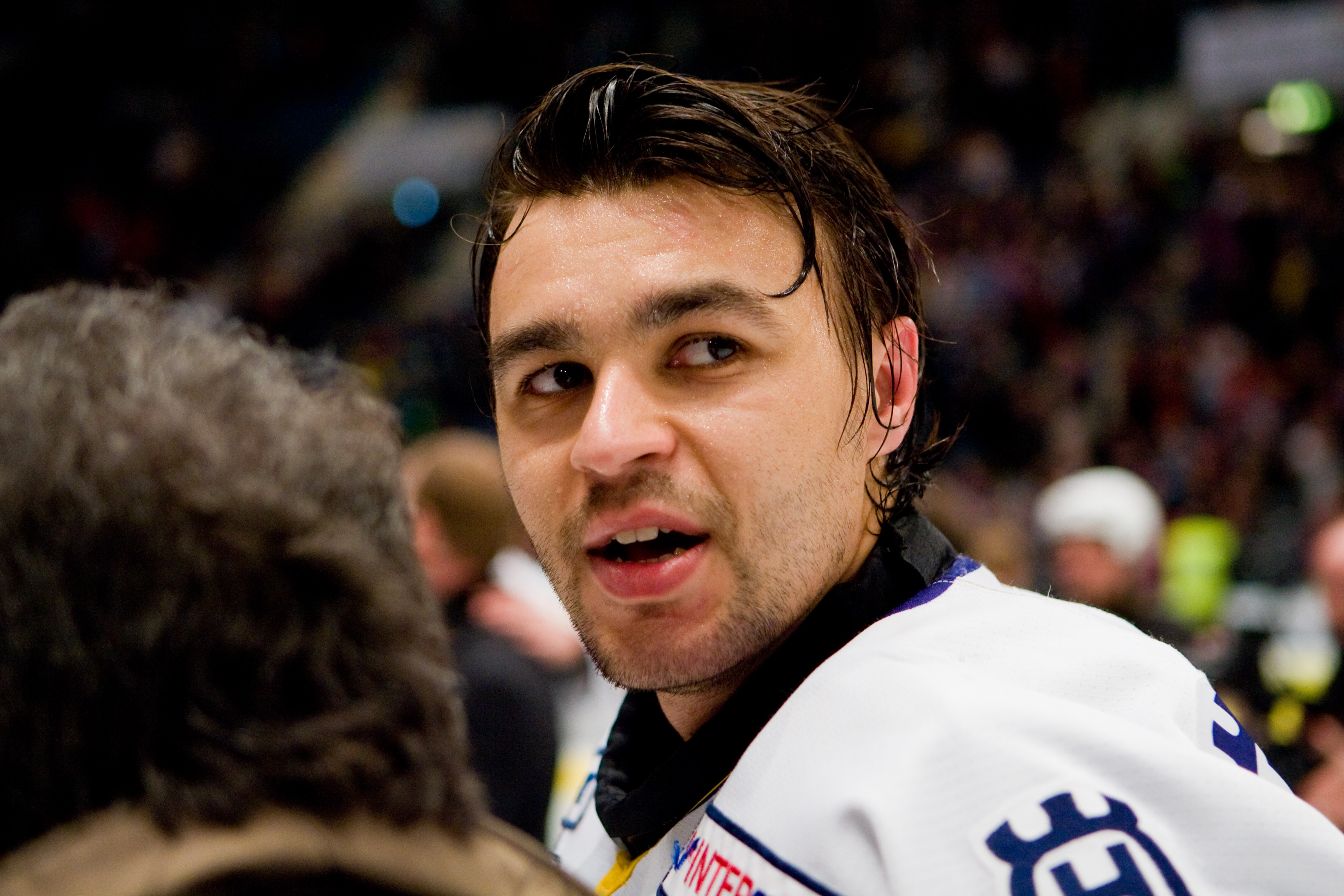
Patron nagrody Stefan Liv (2010)

## Nagrodzeni
| Sezon     | Zawodnik                                              | Klub                                                  |
| --------- | ----------------------------------------------------- | ----------------------------------------------------- |
| 2009/2010 | Johan Davidsson                                       | HV71                                                  |
| 2010/2011 | Anders Bastiansen                                     | Färjestad                                             |
| 2011/2012 | Jakob Silfverberg                                     | Brynäs                                                |
| 2012/2013 | Oscar Lindberg                                        | Skellefteå                                            |
| 2013/2014 | Joakim Lindström                                      | Skellefteå                                            |
| 2014/2015 | Noah Welch                                            | Växjö Lakers                                          |
| 2015/2016 | Johan Sundström                                       | Frölunda                                              |
| 2016/2017 | Simon Önerud                                          | HV71                                                  |
| 2017/2018 | Elias Pettersson                                      | Växjö Lakers                                          |
| 2018/2019 | Ryan Lasch                                            | Frölunda HC                                           |
| 2019/2020 | Fazy play-off nie rozegrano wskutek pandemii COVID-19 | Fazy play-off nie rozegrano wskutek pandemii COVID-19 |
| 2020/2021 | Pontus Holmberg                                       | Växjö Lakers                                          |